# Бірам Мбенда Тілор
Бірам Мбенда Тілор (д/н —1693) — 13-й дамель (володар) держави Кайор в 1691—1693 роках.

## Життєпис
Походив з династії Фалл. Син дамеля Махуредіа Діодіо Діуфа. 1691 року проти батька повстав його небіж Мадіахере Дінг, який захопив столицю Мбул, стративши Махуредіа Діодіо. Після цього оголосив себе дамелем. Проте протягом декількох днів Бірам Мбенда Тілор переміг Мадіахере Дієнга, стративши його. За цим оголошений дамелем.
Намагався приборкати знать. Але 1693 року загинув внаслідок змови. Трон перейшов до Де Тіалао.